# Juan Antonio Samaranch
Don Juan Antonio Samaranch i Torelló, Markiz Samaranški (katalonsko Joan Antoni Samaranch i Torelló, Marquès de Samaranch), španski športni funkcionar, * 17. julij 1920, Barcelona, Španija,  † 21. april 2010, Barcelona, Španija.
Znan je predvsem kot dolgoletni predsednik Mednarodnega olimpijskega komiteja.

## Življenjepis
Samaranch, ki se je rodil v bogati družini, je sprva študiral ekonomijo. Bil je šef odprave španske reprezentance na več olimpijskih dogodkih, preden ga je leta 1967 diktator Francisco Franco imenoval za španskega športnega ministra. Istočasno je postal tudi predsednik Španskega olimpijskega komiteja in član MOK-a. Samaranch je bil v zadnjih letih Francovega režima eden najvplivnejših ljudi v Španiji. Od leta 1974 do 1978 je bil podpredsednik MOK-a, od leta 1980 do 2001 pa njegov predsednik.